# Good Rockin' Tonight
"Good Rockin' Tonight" er en komposition af Roy Brown fra 1947. Sangen blev indspillet af Brown selv samme år og i 1948 af Wynonie Harris som et rhythm'n'blues-nummer.
Roy Brown forsøgte sig i årenes løb med en række af egne sange – og andres – men "Good Rockin' Tonight" forblev hans eneste store succes.

## Elvis Presleys version
Størst succes og størst udbredelse fik "Good Rockin' Tonight" i en udgave med Elvis Presley. Elvis indspillede sin version den 10. september 1954 i studiet hos Sun Records i Memphis. Nummeret blev udsendt som A-side på singlen SUN 210, der på B-siden havde "I Don't Care If The Sun Don't Shine" (Mack David), som blev indspillet dagen før.
Med i studiet havde Elvis Presley Bill Black på bas og Scotty Moore på guitar.

## Andre kunstnere
Andre kunstnere har også indspillet sangen, bl.a.
- Paul McCartney
- Bruce Springsteen
- Ricky Nelson
- Pat Boone